# Mizérieux
Mizérieux település Franciaországban, Loire megyében. Lakosainak száma 537 fő (2022. január 1.). Mizérieux Cleppé, Épercieux-Saint-Paul, Nervieux és Sainte-Foy-Saint-Sulpice községekkel határos.

## Népesség
A település népességének változása:
| Lakosok száma | 226  | 219  | 245  | 283  | 420  | 431  | 453  | 490  | 503  | 537  |
|               | 1968 | 1982 | 1990 | 2006 | 2013 | 2015 | 2017 | 2019 | 2020 | 2022 |